# Једнакост пред законом
Једнакост пред законом начело је у ком се свако независно лице мора једнако третирати законом (принцип изономије) и у којем свако подлеже истим законима правде (законске гаранције). Стога, закон мора гарантовати да влада не може да повлашћује или дискриминише ниједну особу или групу појединаца. Једнакост пред законом један је од темељних начела либерализма. Он произилази из различитих важних и сложених питања која се тичу једнакости, правичности и праведности. Супротан је и престаје да постоји у правним системима попут ропства.
У члану 7. Универзалне декларације о људским правима наводи се: „Сви су пред законом једнаки и имају право без икакве разлике на подједнаку законску заштиту”. Складно томе, пред законом се свако мора третирати истоветно, без обзира на расу, пол, националност, боју коже, етничку припадност, религију, инвалидност или друге основе, без повластице, дискриминације или пристрасности. Општу гаранцију једнакости грађана даје већина државних устава на свету, али се разликују конкретне примене ове гаранције. На пример, иако многи устави гарантују једнакост без обзира на расу, само неки помињу право на једнакост без обзира на националност.